# Gustav Klinger (Politiker)

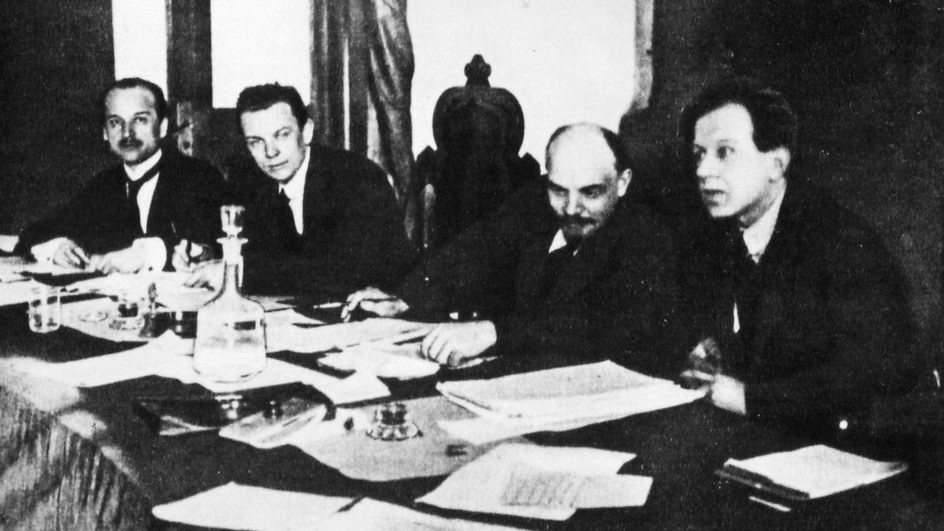
Klinger, Eberlein, Lenin und Platten in Moskau (März 1919)

Gustav Klinger (russisch Густав Гаспарович Клингер; * 1876; † um 1937) war ein deutscher Sozialist und sowjetischer Politiker (KPdSU). Als Vertreter der deutschen Wolgakolonisten war er in der Kommunistischen Internationale (Komintern).

## Leben
Gustav Klinger arbeitete 1918 in Saratow, in der Autonomen Sozialistischen Sowjetrepublik der Wolgadeutschen im Kommissariat für  wolgadeutsche Angelegenheiten unter der Leitung der deutschen Sozialisten Ernst Reuter und Karl Petin.
Klinger wurde später Geschäftsführer der Komintern, nachdem er die wolgadeutschen Bolschewiki auf den ersten drei Kongressen der Dritten Internationale in Moskau vertrat.
In den frühen 1930er-Jahren war er diplomatischer Vertreter der UdSSR in Estland.
Im Zuge der Stalinschen Säuberungen wurde Klinger um 1937 verhaftet und erschossen.